# Dav

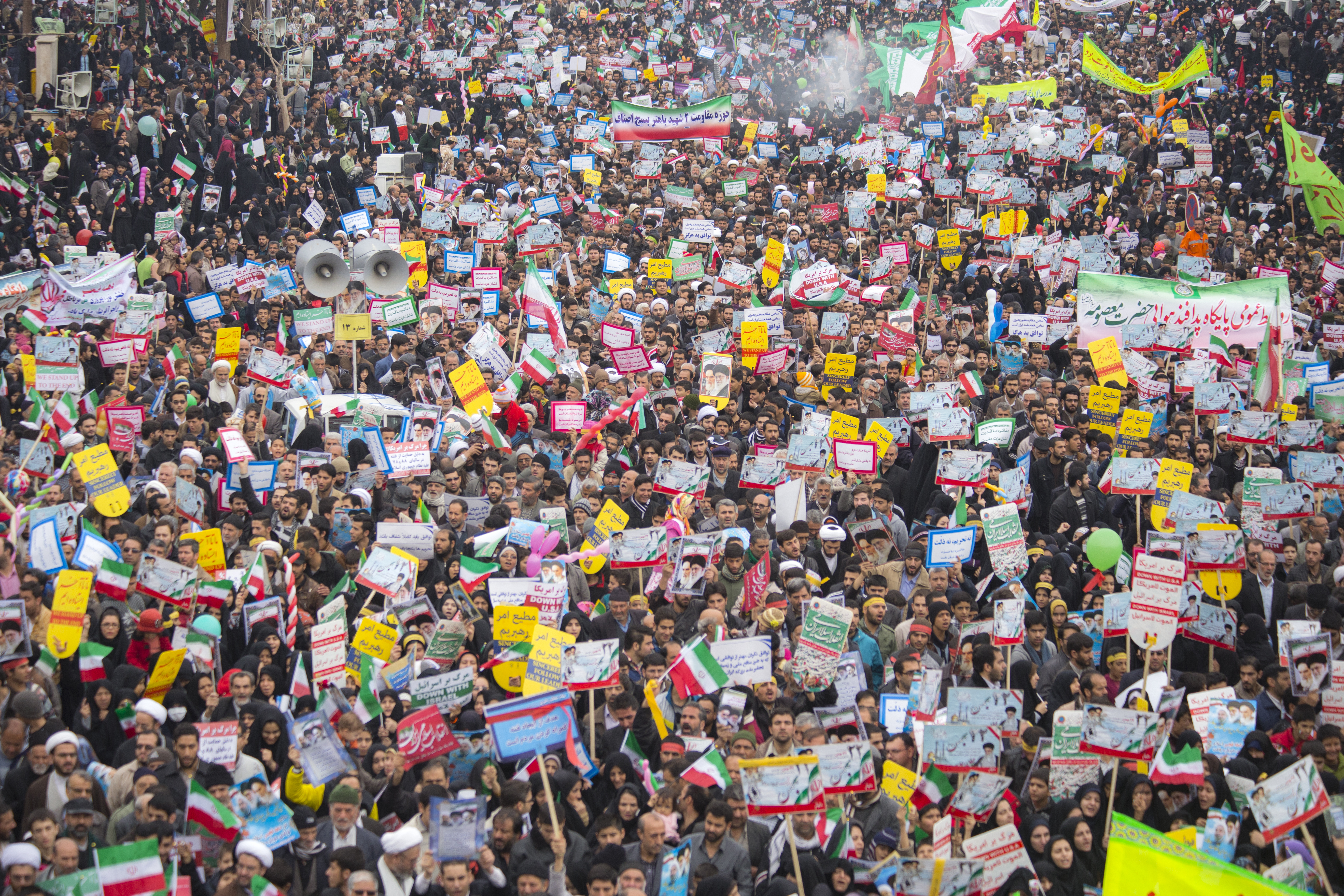
Dav při výročí Íránské islámské revoluce

Dav je přechodné a málo strukturované shromáždění velkého počtu osob ve stejném prostoru. Může být záměrné, pokud účastníky spojuje myšlenka, program, postoj k určitému problému, osobě či skupině, ale může být také zcela nahodilé. Dav není sociální skupinou v sociologickém smyslu slova, ale sociálním agregátem, což je sociální útvar, v němž se výrazně mění individuální psychika zúčastněných pod vlivem psychologické nákazy (společné emoce), na základě nápodoby a v důsledku oslabení nebo úplné absence sociální kontroly.
Přítomnost v davu má vliv na chování jednotlivců (tzv. davové nebo též kolektivní chování), silně se zde projevuje princip nápodoby, dav je velmi sugestibilní a má sklon k hysterickému chování. Jednání jedinců je ovlivněno anonymitou a poklesem sociální a racionální kontroly.
Davové chování bylo a je předmětem zájmu psychologů a sociologů (např. Jan Kučera, Gustave Le Bon, José Ortega y Gasset, Gabriel Tarde, Sigmund Freud, Scipio Sighelelo, William McDougall).

## Klasifikace davu dle R. W. Browna
- dav aktivní
  - útočný dav (dav lynčující, terorizující či dav vzpoury či protestu)
  - únikový dav (vznikající panikou, např. střelbou či vraždou ve veřejných prostorách před pasivním davem)
  - získávací dav (např. dav v obchodu při slevách)
  - expresivní dav (dav vyjadřující názor nebo postoj, např. při demonstracích)
- dav pasivní (posluchačstvo)
  - příležitostné (např. sledující v kině, divadle atd.)
  - záměrné (např. veřejná setkání)

## City a mravnost davů podle Le Bona
V první části knihy "Psychologie davu" autor zkoumá některé zvláštní vlastnosti davů jako impulsivnost, neschopnost rozumně uvažovat ve spojení s nedostatkem soudnosti a absencí kritického ducha.

### Popudlivost, proměnlivost a dráždivost davu
Mnohé studie dokázaly, že dav je veden zásadně nevědomím a jeho činy nejsou téměř vůbec ovlivněny mozkem. Zajímavé je, že na jedince mohou působit ty samé podněty, jako na člověka v davu, ale nepodvolí se jim, jelikož mu to rozum zakazuje. Kdežto dav lidí své reflexy zásadně neovládá a ztratí pud sebezáchovy. O davech se také dá říci, že jsou proměnlivé, jelikož na ně působí různé pudy, kterým se většinou podvolí.  Dav má pocit neomezené moci, všechno, co je pro jednotlivce nemožné, je pro dav velmi snadné. Například jedince by sotva napadlo dopustit se vraždy, rabování, ničení cizího majetku atp. Nicméně, budeme-li součást davu, dostaneme pocit moci, nebudeme racionálně uvažovat a snadno se dopustíme jednání, nad kterými bychom jako jednotlivci ani nepřemýšleli.  

### Lehkověrnost davů a snadnost, s jakou podléhají sugesci
Jedna z dalších vlastností davů je jejich poddajnost a nakažlivost sugescí. Jasná sugesce dokáže nakazit všechny přítomné a proměnit tak pouhou ideu v reálný čin. Stačí k tomu pouze jeden člověk, který svým přesvědčením a domněním nakazí zbytek davu. Jak už bylo řečeno, jelikož je dav veden nevědomím, dokáže lehce uvěřit i těm nejmíň pravděpodobným skutečnostem, jedná se však velmi často o zkreslené jevy. To, co pak dav vidí, je pouze zkreslený obraz v mysli, který neodpovídá realitě. Dav nerozlišuje mezi vzdělaným a nevzdělaným člověkem, jakmile jsou oba součástí jednoho davu, jsou neschopni uvažovat racionálně.

### Přehnanost a zjednodušení citů u davů
Dav projevuje city velmi zjednodušené a velmi přehnané formě. V tomto případě nezáleží, zdali se jedná o city pozitivní či negativní. Díky jednoduchosti a přehnanosti, dav nabývá jistoty a přesvědčení o správnosti své myšlenky. Z lehkého odporu jedince, který si daný člověk ani nemusí uvědomovat, dokáže dav vytvořit čirou nenávist. Tohle vše je způsobeno pocitem jistoty a nedotknutelnosti, která je úměrná velikosti davu. Přehnanost a zjednodušení patří mezi primární atributy, které dav vyžaduje po svých hrdinech.

### Nesnášenlivost, autoritativnost a konzervativnost davů
Nesnášenlivost a autoritativnost jsou všem davům vlastní. Liší se pouze jejich intenzita, která může být ovlivněna i rasovým původem. To vše je založeno na představě davu, že existuje pouze jedna pravda a vše ostatní je lež. Jedinec v davu nemá šanci projevit svou nezávislost. Jedinou nezávislostí tak zůstává ta davová. Dav přijímá za autority převážně ty, kdo se prezentují jasnou a tvrdou ideologií. Naopak dobrota a kompromisy jsou davem často považovány za slabost. Dav se bude vždy krčit před silnou autoritou typu Caesara. Naopak je schopen vzbouřit se proti slabému vůdci. Další velmi podstatnou vlastností davu je jeho konzervativnost a silný vztah k tradicím, které ovlivňuje zejména nevědomost a strach z něčeho nového.

## Ideje, způsob uvažování a obrazotvornost davů
V této části knihy se autor zabývá idejemi a jejich vlivem na davy. Také zároveň zkoumá způsob, jakým dav uvažuje a obrazy, kterým podléhá.

### Ideje davů
Každá civilizace stojí na určitých idejích, které jsou po dlouhou dobu neměnné a převraty, které se udály v průběhu dějin vyplývají ze změn těchto idejí např. Velka francouzská revoluce.
Davům lze vsugerovat ideu jen pokud je co nejjednodušší a pokud si ji davy dokáží obrazně představit. Různé obrazné ideje nemusí mít mezi sebou logickou spojitost, a proto lze u davu sledovat opačné jednání. Trvá několik let než idea nabyde prosté, jednoduché podoby, aby byla přístupná pro davy. Když se tak stane, pronikne do nevědomí davu a stane se z ní cit.
Le Bon dělí ideje na dvě skupiny. Do první skupiny patří náhodné a pomíjivé ideje, které vznikají pod vlivem okamžiku např. nadšení pro nějakou osobu. Nejsou stálé a rychle vyprchají. Do druhé skupiny patří základní ideje, kterým dědičnost a veřejné mínění dodávají stálost např. ideje náboženské víry nebo demokratické ideje.

### Způsoby uvažování davů
Úvahy davů jsou většinou založeny na asociacích. Charakteristické pro davovou logiku jsou asociace věcí sobě nepodobných, mezi kterými není skoro žádný vztah. Právě řečníci využívají těchto asociací k ovlivnění davů. Rozumové úvahy by byly pro davy nepochopitelné, a proto na ně nemají vliv. Davy neuvažují nebo neuvažují správně, protože nejsou kritické k soudům, které jsou jim vnucovány a tyto soudy bezmyšlenkovitě přijímají. Některé názory nabývají všeobecné platnosti velmi snadno, protože většina lidí není schopna utvořit si jiné mínění na základě svých úvah.

### Obrazotvornost davů
Davy nejsou schopny logické úvahy a přemýšlí pouze v obrazných představách a ty se stávají pohnutkami jejich jednání. Davy se vždy nechají strhnout představami a dojmy, nerozeznají smyšlenou skutečnost od pravé. Na davy nepůsobí ani důkazy ani samotné události, ale to, jak jim jsou předkládány, musí být utvořen nějaký nápadný obraz, který na ně zapůsobí. Spousta velkých státníků se nespoléhali na inteligenci ani rozum davu, ale na jeho představivost. Všechny historické události jako reformace, revoluce atd. byli důsledky silných dojmů, které působily na obrazotvornost davů.

## Klasifikace davu dle Gustava Le Bona
Gustave Le Bon definuje dav jako shromáždění lidí s novými vlastnostmi, které se značně
liší od vlastností samotných jednotlivců davu. Charakteristickými znaky jsou ztráta uvědomělé osobnosti a fakt, že city a myšlenky davu jsou zaměřeny stejným směrem. Toto zaměření vytváří jakousi kolektivní duši. Davy mají malou schopnost uvažovat, ale naopak jsou velmi dobře uzpůsobeny ke konání činů.

### Třídění davů
1. Davy různorodé
  1. Anonymní (pouliční)
  2. Neanonymní (poroty, parlamenty)
2. Davy stejnorodé
  1. Sekty (politické, náboženské)
  2. Kasty (vojenské, kněžské)
  3. Třídy (měšťanská, selská)

Davy různorodé
V různorodých davech převažují neuvědomělé city nad racionálním uvažováním. Tyto skupiny jsou
tvořeny libovolným počtem jedinců bez ohledu na jejich zaměstnání či vzdělání. Základním rozlišovacím faktorem je rasa, jejíž duše ovlivňuje duši celého davu (čím více duše rasy nabývá na síle, tím se vlastnosti davů stávají méně zřetelnými).
Davy stejnorodé
1) Sekta – uskupení, jehož členy spojuje společné pouto, přesvědčení, přestože jednotlivci jsou jinak odlišní
2) Kasta – příslušníci kasty mají identické zaměstnání, stejně tak jako výchovu a prostředí, ve kterém žijí
3) Třída – je tvořena jedinci různého původu, kteří sice mají rozdílné zaměstnání a přesvědčení, ale spojují je jisté životní zvyky, zájmy či podobná výchova

### Vlastnosti davu
Gustave Le Bon ve svém díle Psychologie davu rozpracoval teorii davu a masy. Le Bon tvrdí, že začleněním jednotlivce do tzv. psychologického davu vzniká kolektivní vědomí bez ohledu na zaměstnání, povahu či inteligenci jednotlivých jedinců. V kolektivní duši mizí individualita a převládají neuvědomělé vlastnosti. Proto davy nejsou schopné provést čin, který vyžaduje vyšší inteligenci.
Specifické vlastnosti davu vznikají ze tří hlavních příčin:
1)     Pocit nepřekonatelné moci davu, který je zapříčiněný příslušností k většímu počtu lidí. Ten umožňuje jednotlivci podvolit se svým pudům, za které následně ztrácí pocit zodpovědnosti. 
2)     Duševní nákaza – způsobuje, že jedinec obětuje svůj osobní zájem zájmu kolektivnímu. Tohoto aktu je schopen výhradně jako součást davu, jelikož je to vlastnost protichůdná jeho přirozené povaze.
3)     Sugestibilita – tj. tendence přebírat myšlenky davu, jejímž následkem je výše uvedená duševní nákaza.
U většiny davů lze pozorovat následující vlastnosti:
1.     Popudlivost, proměnlivost a dráždivost davů
2.     Lehkověrnost davů a snadnost, s jakou podléhající sugesci
3.     Přehnanost a zjednodušení citů a davy
4.     Nesnášenlivost, autoritativnost a konzervativnost davu
5.     Mravnost davů

### Faktory působící na dav
Nepřímé faktory je možné nalézt na počátku všech davových přesvědčení. Jsou jakousi prvotní fází při vzniku nových
myšlenek.
Rasa se řadí na první místo
a svou důležitostí převyšuje všechny ostatní faktory. Z tohoto důvodu vidíme velké rozdíly v chování a přesvědčení různých zemí.
Tradice je soubor idejí a přesvědčení, který vznikl v minulosti a v průběhu času se pozměňuje nebo zaniká. Bývá nahrazen novými tradicemi, aby mohlo docházet k pokroku. Dala by se přirovnat k duši národa, bez které je jeho existence nemožná.
Doba nebo čas způsobují hromadění myšlenek a zrod přesvědčení. Působením času zanikají tradice nebo se formují nové politické názory, což může trvat staletí.
Politické a sociální instituce jsou výsledkem idejí, citů a mravů. Jsou produktem rasy, a proto je nemůžeme změnit. Násilnými převraty může docházet ke změně názvů, podstata však zůstává stejná. Samy o sobě nemají žádnou působnost, ale když jsou úzce spjaty s povahou národa, jejich moc se stává nadpřirozenou.
Bezprostřední faktory pokračují ve formování přesvědčení a myšlenek, které vznikly na základě nepřímých faktorů. Formují ideu, respektive názor do koncové podoby, a tak dochází k vypuknutí vzpoury či svrhnutí vlády.
Obrazy, slova a formule -  význam slov je nepodstatný, nicméně obrazotvornost, kterou vyvolávají, je hybnou silou působící na davy.
Iluze – jeden z hlavních faktorů ve vývoji národů. Davy dávají přednost oslňující iluzi před pravdou a skutečností. Vládne minulosti a patří jí budoucnost. Ten, kdo dokáže přesvědčit
dav o iluzi, snadno ho dokáže ovládat.
Zkušenost – má moc ustálit pravdu v duši národa a zničit iluze, které jsou nebezpečné a nebo neužitečné, protože zkušenosti nabité jednou generací nemají užitek pro jinou.
Rozum – na davy nelze působit logickými úvahami, proto ti, co davy manipulují, působí na city davu, které jsou největšími hybnými silami (např. čest, náboženská víra, láska k vlasti nebo touha po slávě).

## Vůdci davů
V okamžiku, kdy se shromáždí určité množství jedinců, začnou podléhat autoritě, tj. svému vůdci. Vůdce často pochází z řad vedených, sám je zhypnotizovaný ideou a od běžných příslušníků davu ho odlišuje silná vůle k vykonávání činů. Vůdci davů postrádají pud sebezáchovy a jsou nuceni obětovat své osobní zájmy a rodinu na úkor svého přesvědčení. Vůdci svou autoritu uplatňují především pomocí autokratických až despotických metod.
- Dělení vůdců:

1) Energičtí s pevnou, ale okamžitou vůlí – bouřliví, stateční, smělí, řízení náhlé akce
Mají značnou ale pouze
dočasnou energii. Jakmile pomine podnět, který vyvolali, a vše se vrátí do
všedního života, stanou se neschopnými přemýšlet a vést druhé. Jsou vůdci pouze
pod podmínkou, že je vede někdo jiný.
2) S pevnou a trvalou vůlí – mají větší vliv
Jsou to zakladatelé náboženství či tvůrci velkých děl. Disponují trvalou vůlí, neobyčejně vzácnou a silnou schopností, která překoná
všechny překážky.